# 방법론

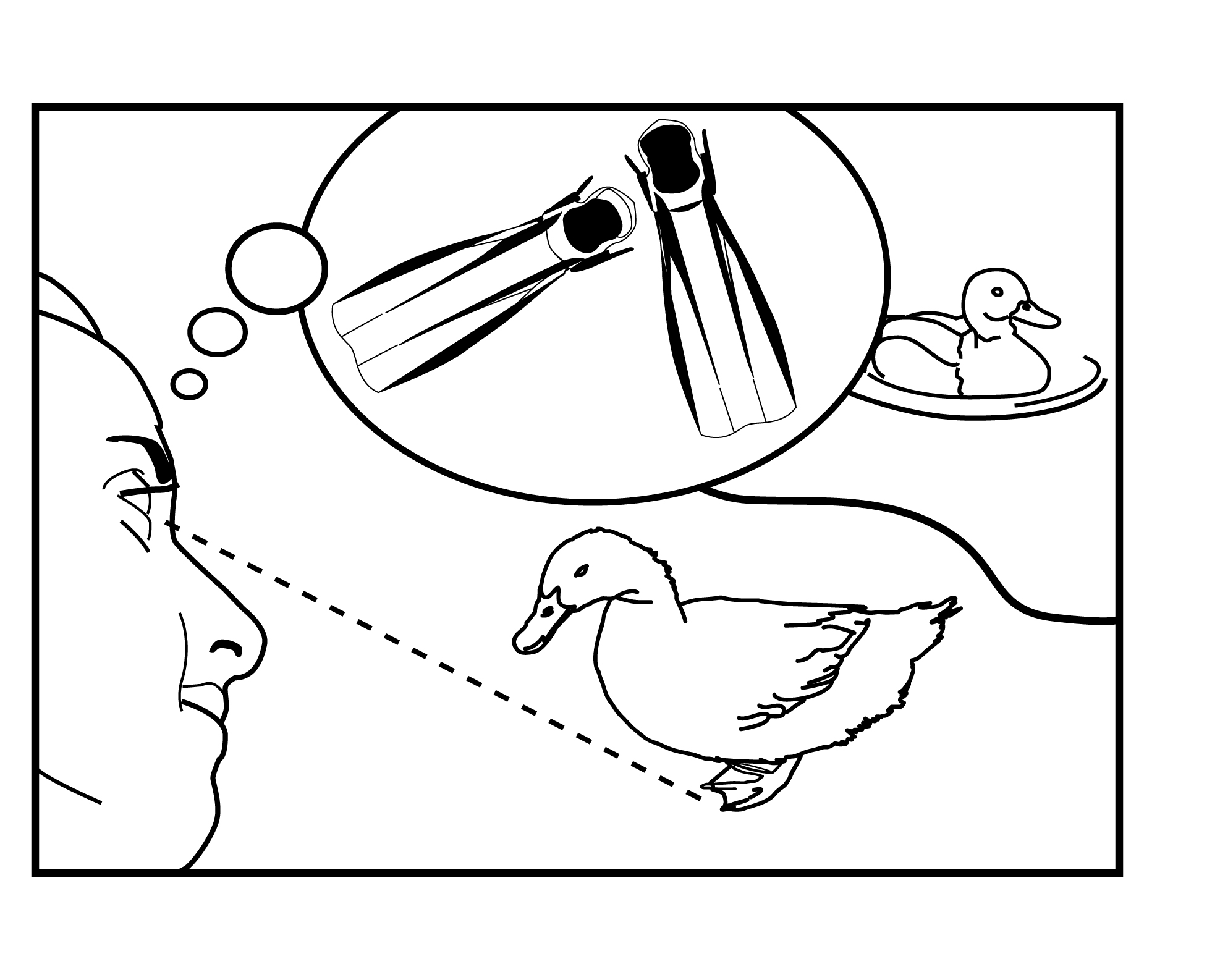

방법(方法)은 넓은 의미로는 일정한 목표에 이르기 위한 길이라 하겠으나, 과학적 혹은 철학적 방법은 엄밀한 의미로 사용된다.
자연과학과 사회과학은 그것이 다루는 객관적 세계의 여러 현상을 관찰함에 그치지 않고, 그 여러 현상의 본질을 이루는 법칙을 파악해야만 한다. 개개의 과학에는 그 대상의 특성에 따라서 독특한 방법이 필요하다. 그러므로 연구 대상이 어떠한가에 따라 다른 방법이 생겨난다. 그리고 그 '방법'을 연구하는 것이 방법론이다. 그것은 일반적인 연구 전략(the general research strategy)이다.
방법론(方法論)도 아리스토텔레스를 시조로 볼 수 있으나 분석, 종합, 귀납, 연역 등의 방법론이 명확하게 밝혀낸 이들은 근세의 베이컨, 데카르트 등이다. 이 경우 방법은 원리나 대상에서 분리해 논의되었다. 방법론은 방법과 상호교환(interchangeable)되지 않는다. 두 개를 같이 사용할 경우에는 혼동을 일으키게 된다. 방법론은 해결을 제공하기 위해 시작하지 않는다.  그래서 방법론은 방법과 동일하지 않다. 대신 방법론은 방법, 방법들, 그리고 최선의 실천이  특별한 결과를 계산하기 위하여 특별한 경우에 적용될 수 있게 하는 이해를 위한 이론적 밑받침을 제공한다. 진리에 도달하기 위한 과학 연구에서의 합리적인 방법에 관한 이론이다.
방법론은 다음과 같이 정의된다.
1. 어떤 학문이 사용하는 방법들, 법칙들, 가설들의 원리들을 분석
2. 어떤 학문 안에서 사용할 수 있거나 혹은 사용해온 방법들의 체계적 연구
3. 방법들의 연구나 방법들의 서술
이에 대하여 변증법에서는 변증법 그 자체가 방법으로 생각될 수 있다. 변증법은 인류의 과학적 인식에 대한 전체의 총계, 결론, 일반화이며, 객관적 세계의 일반적인 법칙성과 규정성을 포함한다. 그리고 세계, 원리, 방법이 상호 간에 연관적으로 다루어진다.

## 같이 보기
- 목적
- 목적론